# Antoni Bolesław Dobrowolski
Antoni Bolesław Dobrowolski (ur. 6 czerwca 1872 w Dworszowicach Kościelnych, zm. 27 kwietnia 1954 w Warszawie) – polski geofizyk, meteorolog i podróżnik. Stworzył odrębną dziedzinę wiedzy – kriologię.

## Życiorys
Pochodził z biednej rodziny Jana, który był chłopem bezrolnym. Od dwunastego roku życia pracował na swoje utrzymanie, m.in. udzielając korepetycji. Ukończył gimnazjum w Warszawie. Niedługo po maturze w 1891, został aresztowany przez władze carskie i skazany na 3 lata więzienia za działalność konspiracyjną w ramach II Proletariatu. Początkowo więziony w X pawilonie Cytadeli w Warszawie, potem na Pawiaku i w Petersburgu, a następnie zesłany do Tyflisu na Kaukazie, skąd uciekł w 1894 do Szwajcarii. Od 1895 mieszkał w Belgii, gdzie podjął studia uniwersyteckie w Liège w zakresie fizyki i nauk biologicznych.
Uczestniczył w belgijskiej wyprawie antarktycznej Adriena de Gerlache’a, w latach 1897–1899 (wraz z Henrykiem Arctowskim). W marcu 1898 roku ich statek Belgica został uwięziony przez lody na Morzu Bellingshausena. Uczestnicy wyprawy dokonali pierwszego, trzynastomiesięcznego zimowania na Antarktydzie. W tym czasie Dobrowolski prowadził m.in. regularne obserwacje i dokumentowanie rysunkami antarktycznych układów chmur, przygotowując później pierwszy w światowej literaturze zarys teorii układów chmur. Po powrocie z wyprawy polarnej pracował w belgijskim biurze polarnym w Brukseli.
W 1907 na fali amnestii dla emigrantów politycznych, ogłoszonej przez cara Mikołaja II, powrócił do Polski, gdzie do 1914 pracował jako nauczyciel. Od 1914 do 1917 przebywał na stypendium naukowym w Szwecji, prowadząc badania nad krystalografią lodu i lodem atmosferycznym. W 1917 powrócił do Warszawy, gdzie do 1922 pracował jako wizytator generalny i naczelnik programowy Ministerstwa Wyznań Religijnych i Oświecenia Publicznego. Od 1924 był wicedyrektorem (od 1927 dyrektorem) w Państwowym Instytucie Meteorologicznym. W latach 1929–1949 przewodniczył Towarzystwu Geofizyków. Był inicjatorem utworzenia Obserwatorium Sejsmologicznego w Warszawie. Kierował polskimi pracami badawczymi podczas II roku polarnego (1932–1933). Zorganizował wówczas wyprawę naukową na Wyspę Niedźwiedzią.
Dobrowolski jest autorem jedynej oryginalnej pracy polskiej o wyprawach polarnych oraz monografii lodu (1923). Jako pierwszy ustalił też symetrię krystalograficzną kryształów lodu.
Oprócz badań geofizycznych Dobrowolski zajmował się również pedagogiką. Od 1927 do 1938 był profesorem pedagogiki ogólnej Wolnej Wszechnicy Polskiej. W latach 1946–1954 profesor pedagogiki Uniwersytetu Warszawskiego. Od 1952 członek tytularny PAN.

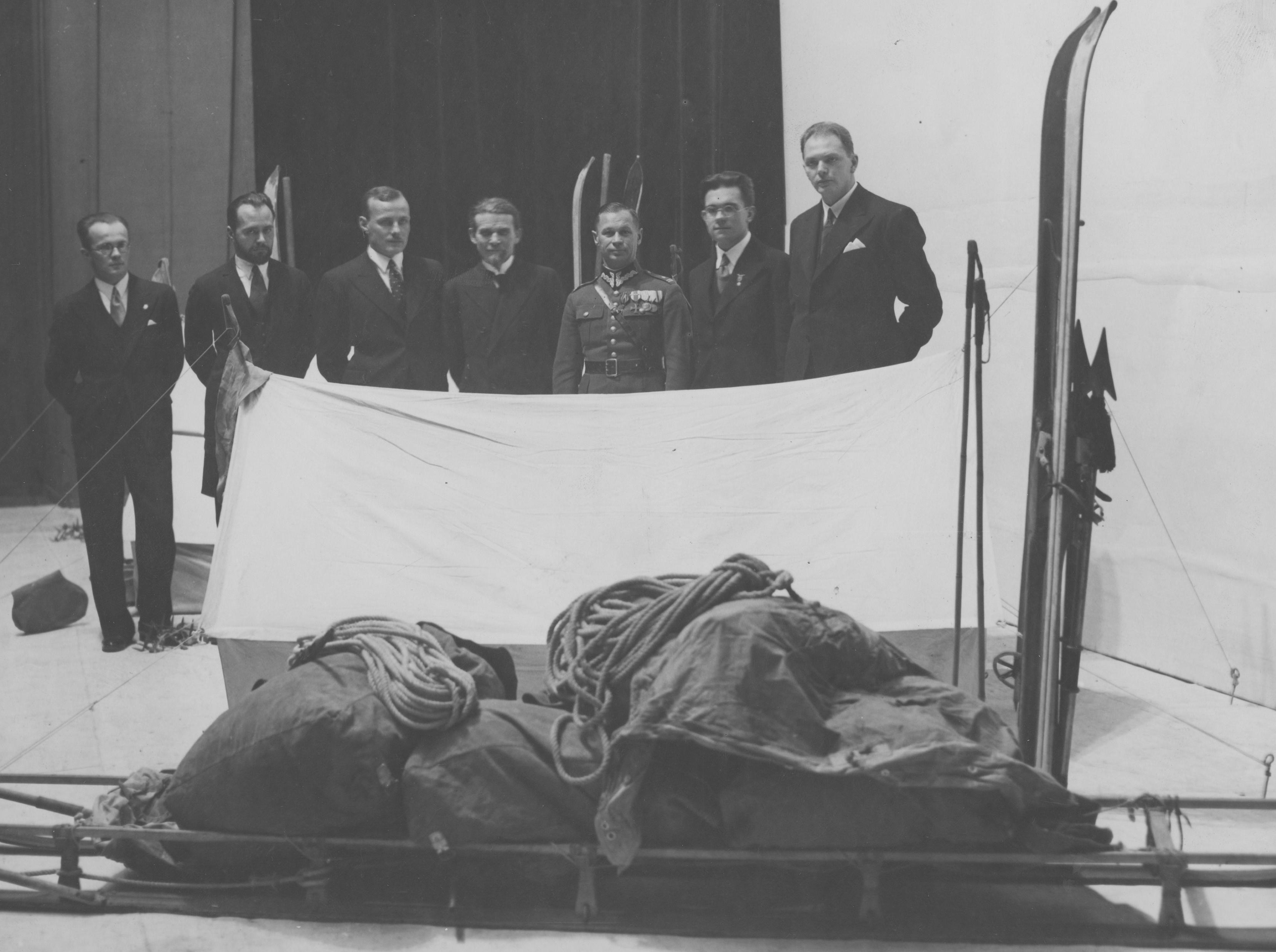
Uczestnicy polskiej wyprawy naukowej w 1934 r. na Spitsbergen. Stoją od lewej: Henryk Mogilnicki, Stefan Bernadzikiewicz, Stefan Zbigniew Różycki, prof. Antoni Bolesław Dobrowolski, mjr Sylweriusz Zagrajski, Stanisław Siedlecki, Witold Biernawski.

Pochowany na cmentarzu Wojskowym na Powązkach w Warszawie (kwatera A 2-11-14).

## Przyrodnik i humanista
Oprócz nauk przyrodniczych, Antoniego Dobrowolskiego fascynowały humanizm i filozofia. Zajmował krytyczne stanowisko wobec wkładu polskiej myśli naukowej w wiekach wcześniejszych do dorobku światowego. Podkreślał konieczność kształcenia społeczeństwa i finansowania badań naukowych. Miał negatywny stosunek do wszelkich religii, nazywając je magiomistyką. Uważał, że pod względem poznawczym są one bezwartościową fikcją.

## Ordery i odznaczenia
- Krzyż Komandorski z Gwiazdą Orderu Odrodzenia Polski (pośmiertnie, 30 kwietnia 1954)[13]
- Krzyż Komandorski Orderu Odrodzenia Polski (22 lipca 1951)[14]

## Upamiętnienie
Imieniem Dobrowolskiego nazwano polską stację badawczą na Antarktydzie, przekazaną Polsce przez ZSRR w 1959 (obecnie nieczynną), a także Lodowiec Dobrowolskiego na Spitsbergenie i Lodowiec Dobrowolskiego na Wyspie Króla Jerzego oraz ulicę na warszawskim Bemowie.

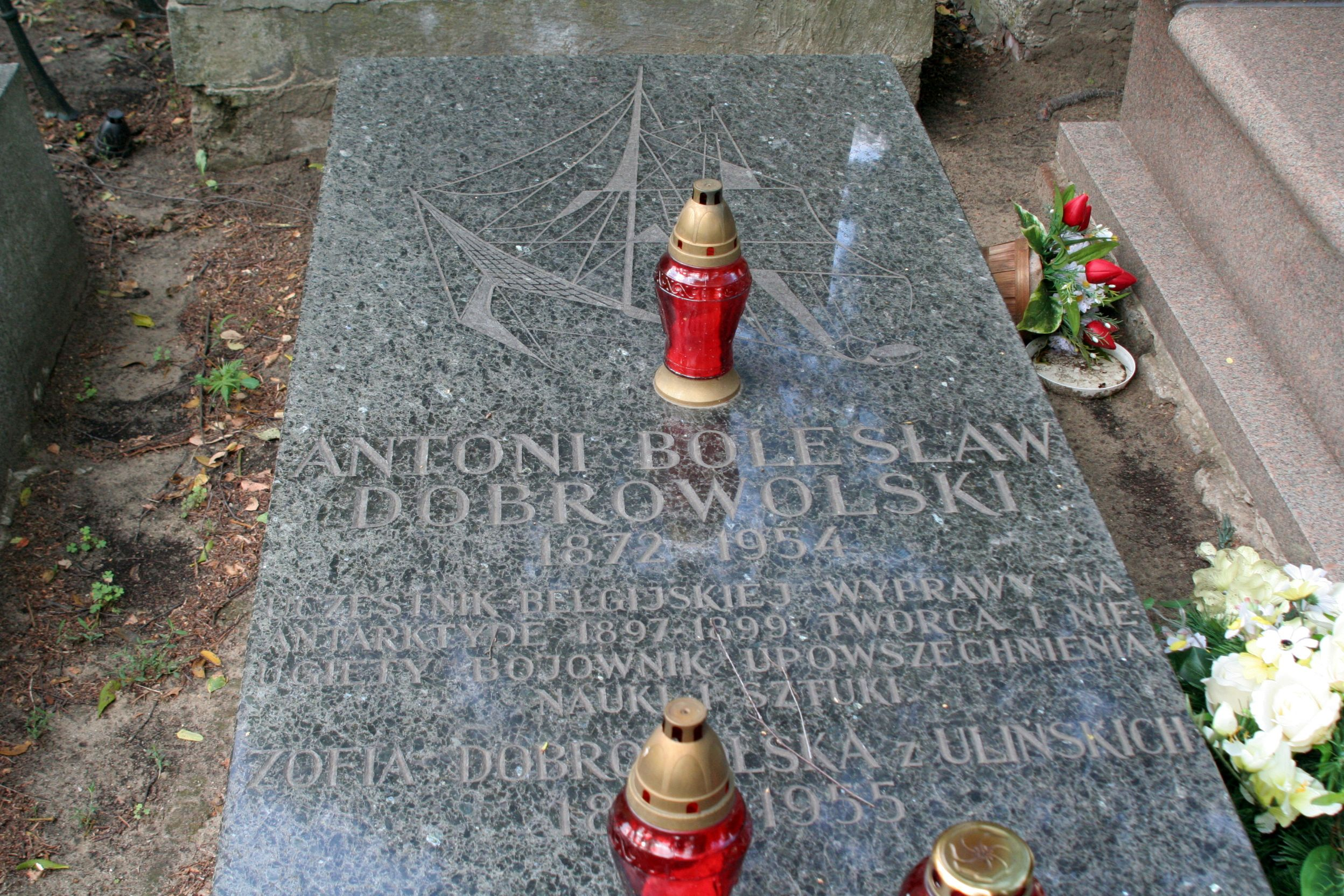
Grób Antoniego Bolesława Dobrowolskiego na cmentarzu Wojskowym na Powązkach w Warszawie

W dniu 19 września 2007 Narodowy Bank Polski wprowadził do obiegu monety kolekcjonerskie, przedstawiające Antoniego B. Dobrowolskiego i Henryka Arctowskiego, o nominale:
- 10 zł – wykonaną stemplem lustrzanym w srebrze,
- 2 zł – wykonaną stemplem zwykłym w stopie Nordic Gold[16].

## Publikacje
- Wyprawy polarne (1914)
- Drogowskazy (1918)
- Historia naturalna lodu (1923)
- Mój życiorys naukowy (1928, 1958)
- Zagadnienia szkoły powszechnej jako zasadnicze zagadnienie naszej cywilizacji (1932)
- Życie w krainach lodu (1932)
- Męczennicy polarni (1933)
- Najpiękniejsze klejnoty natury. Kryształki lodu i zagadnienie piękna (1946)
- Wspomnienia z wyprawy polarnej (1950)
- Pisma pedagogiczne t. 1–3 (1958–1964)
- Dziennik wyprawy na Antarktydę, 1897-1899 (1962)[17]